# Collada dels Gavatxos
La Collada dels Gavatxos, Colladó dels Gavatxos, Colladó des Gavatxos o Coll des Gavatxos, és una collada que es troba en el límit de tres termes municipals i de tres comarques: la Vall de Boí (Alta Ribagorça), la Torre de Cabdella (Pallars Jussà) i Espot (Pallars Sobirà); en el límit del Parc Nacional d'Aigüestortes i Estany de Sant Maurici i la seva zona perifèrica.

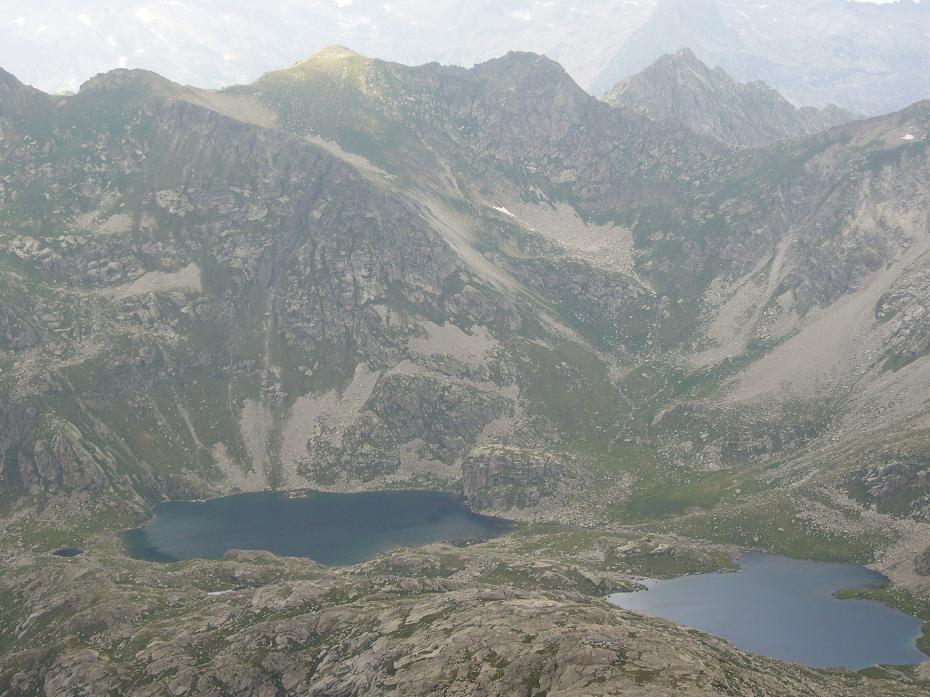
La collada dels Gavatxos des de la Vall Fosca (Imatge amb anotacions)

El coll està situat a 2.667 metres d'altitud, a l'oest del Pic de Subenuix; comunica la Coma dels Pescadors (N) i la zona nord-occidental de la Vall Fosca (S).

## Rutes
Les rutes habituals són diverses:
- Les variants que surten des del Refugi d'Estany Llong, ja sigui per la Coma dels Pescadors o per Coma d'Amitges, pugen als Estanys dels Gavatxos i a la collada.
- Per la Vall Fosca, sortint des de la Portella (per damunt del pantà de Sallente), vorejant els estanys Tort, de Mariolo, Eixerola i de Castieso ascendeixen a la collada.